# P/2004 R1
P/2004 R1 ali Komet McNaught 2  je periodični komet z obhodno dobo okoli 5,5 let.

 Komet pripada Jupitrovi družini kometov. Spada tudi med blizuzemeljska telesa (NEO) .

## Odkritje
Komet je 2. septembra 2004 odkril škotsko-avstralski astronom Robert H. McNaught na Observatoriju Siding Spring v Avstraliji.